# Рогатнев, Глеб Иванович
Глеб Иванович Рогатнев (1910 — 2001) — резидент советской разведки в Италии, подполковник.

## Биография
Родился в русской семье железнодорожника (по одним данным в многодетной семье в 1913). Учился в семилетней средней школе, которую окончил в 1926, затем до 1928 в Воронежском индустриальном техникуме, окончил Новочеркасский политехнический институт по специальности «инженер-конструктор по самолётостроению» в 1933. Работал в ОКБ при Казанском авиационном институте с до 1935, затем на Московском авиазаводе № 1 до 1938.
По партийной мобилизации в марте 1938 зачислен в органы НКВД, в том же году окончил Центральную школу НКВД СССР, и Школу особого назначения 5-го отдела ГУГБ НКВД СССР в 1939. Работал в 5-м отделе ГУГБ старшим оперуполномоченным с января 1939, начальником 5-го отделения с апреля того же года. В июле 1939 вступил в ВКП(б). С октября 1940 до августа 1941 резидент советской разведки в Италии под прикрытием должности заведующего консульским отделом полномочного представительства СССР в Риме. Вечером 16 июня 1941 года сообщил в Телеграмме информацию, что нападение Германии на СССР произойдёт в период с 20 по 24 июня 1941 года. После возвращения в Москву до конца 1941 в резерве назначения НКВД СССР. С января 1942 в 4-м управлении НКВД-НКГБ СССР как старший оперуполномоченный 2-го отделения 1-го отдела, заместитель начальника 1-го отделения 2-го отдела, начальник 6-го отделения 2-го отдела в 1943–1944, начальник 1-го отделения 3-го отдела в 1944–1945.
Затем следует заграничная командировка в Чехословакию с января 1946 до июня 1949. Сотрудник Комитета информации при СМ СССР с июня 1949 до декабря 1952. После чего сотрудник 1-го главного управления МГБ СССР до марта 1953, и 2-го главного управления МВД СССР до марта 1954. Дальнейшая судьба неизвестна.

### Звания
- с 25 марта 1939 — лейтенант государственной безопасности, приказ НКВД СССР № 583;
- c 14 марта 1940 — старший лейтенант государственной безопасности, приказ НКВД СССР № 346;
- на 29 октября 1943 — майор государственной безопасности;
- в 1943 — подполковник;

### Награды
- орден Красной Звезды;
- 29 октября 1943 — орден Отечественной войны 2-й степени, указ Президиума ВС СССР № 215/121;
- 1944 — медаль «Партизану Отечественной войны» 1-й степени;[2]
- 1945 — медаль «За победу над Германией в Великой Отечественной войне 1941—1945 гг.»;
- ещё 5 медалей;
- 1942 — знак «Заслуженный работник НКВД»;
- наградное оружие.

## Семья
Сын — Андрей Глебович Рогатнев.
Дочь - Нина Глебовна Головятенко.
Жена - Лариса Алексеевна Терентьева. 
Внуки - Алексей Андреевич Рогатнев, Мария Андреевна Назаретян.  
Правнуки - Евгений Андроникович Назаретян, Борис Артемьевич Карпычев.  